# As Time Goes By 〜For Your Second Night Music〜
「As Time Goes By 〜For Your Second Night Music〜」（アズ・タイム・ゴーズ・バイ・フォー・ユア・セカンド・ナイト・ミュージック）は、2008年4月から2010年3月27日まで静岡エフエム放送（K-MIX）で毎週金曜日25:00 - 27:00（JST）に放送されていたラジオ番組である。

## 概要
2008年4月から放送開始。
神金♥玉簾、静岡100マイル倶楽部から続いている放送枠であるが、番組のコンセプトが一新。
2時間に渡り音楽をノンストップで流す番組となった。
2008年7月より｢X-Music RADIO Mix｣開始に伴い、1時間番組になった
2009年4月以降、土曜日27時より前日分の再放送が開始される。
「GA・K-MIX」終了に伴い、2010年1月以後は再び金曜25:00からの2時間番組に戻った。
再放送は1時間枠のまま変わらず、本放送25時台の内容を放送（飛び降りの形となり、番組エンディングは無し）。
番組改編による「やまだひさしのラジアンリミテッドF」の開始に伴い、2010年3月26日（再放送は翌27日）放送をもって番組終了。
同時間帯の自社制作枠は撤廃された。

## 放送時間の変遷
本放送
2008年4月 -
金曜25:00 - 27:00（土曜1:00 - 3:00）
2008年7月 - 2009年12月25日
金曜26:00 - 27:00（土曜2:00 - 3:00）
2010年1月1日 - 2010年3月26日
金曜25:00 - 27:00（土曜1:00 - 3:00）
再放送
2009年4月4日 - 2010年3月27日
土曜27:00 - 28:00（日曜3:00 - 4:00）

## 番組内容
- 番組の冒頭とエンディングで、英語の定型のナレーションが流れる。
- オープニングの最後にオンエアされる曲の一部がダイジェストとして流れ、ステーションジングルの後、ノンストップミュージックが始まる。
- エンディングでは、ホームページの曲目検索の英語案内がある。
- 本編では、ジングルなどを挟むのみで曲名の紹介は無い。
- 静岡100マイル倶楽部では数十分おきにCMが流れていたが、当番組では時報前を除きCMはない。
- 選曲は、比較的高めの年齢層のリスナーを想定している[誰?]。洋楽と邦楽はほぼ同じ比率[要出典]の選曲となっている。
- 番組エンディング曲は、パット・メセニー・グループの「ラスト・トレイン・ホーム」（アルバム『スティル・ライフ』より）。